# Terex

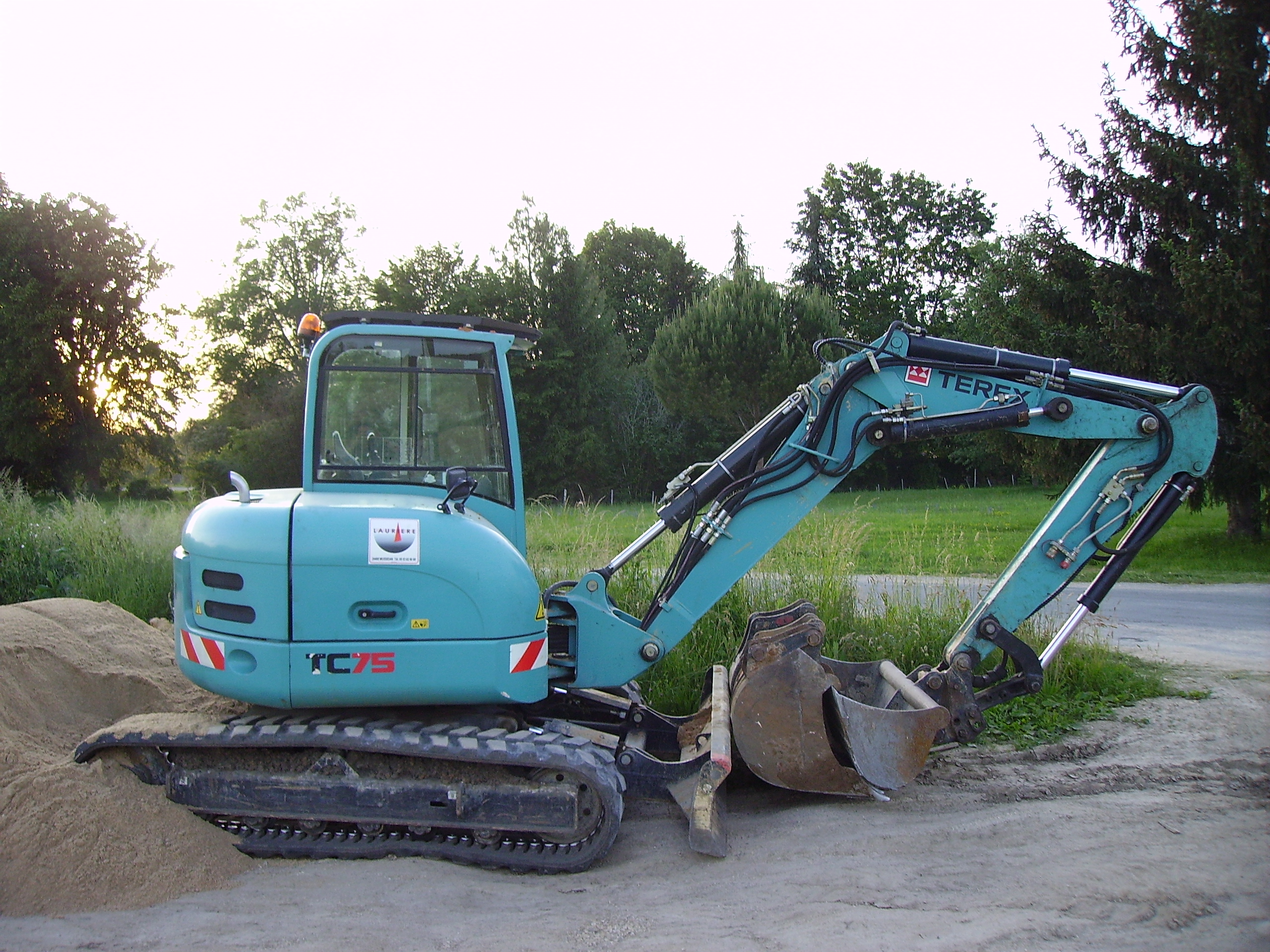
Midipelle Terex TC75.

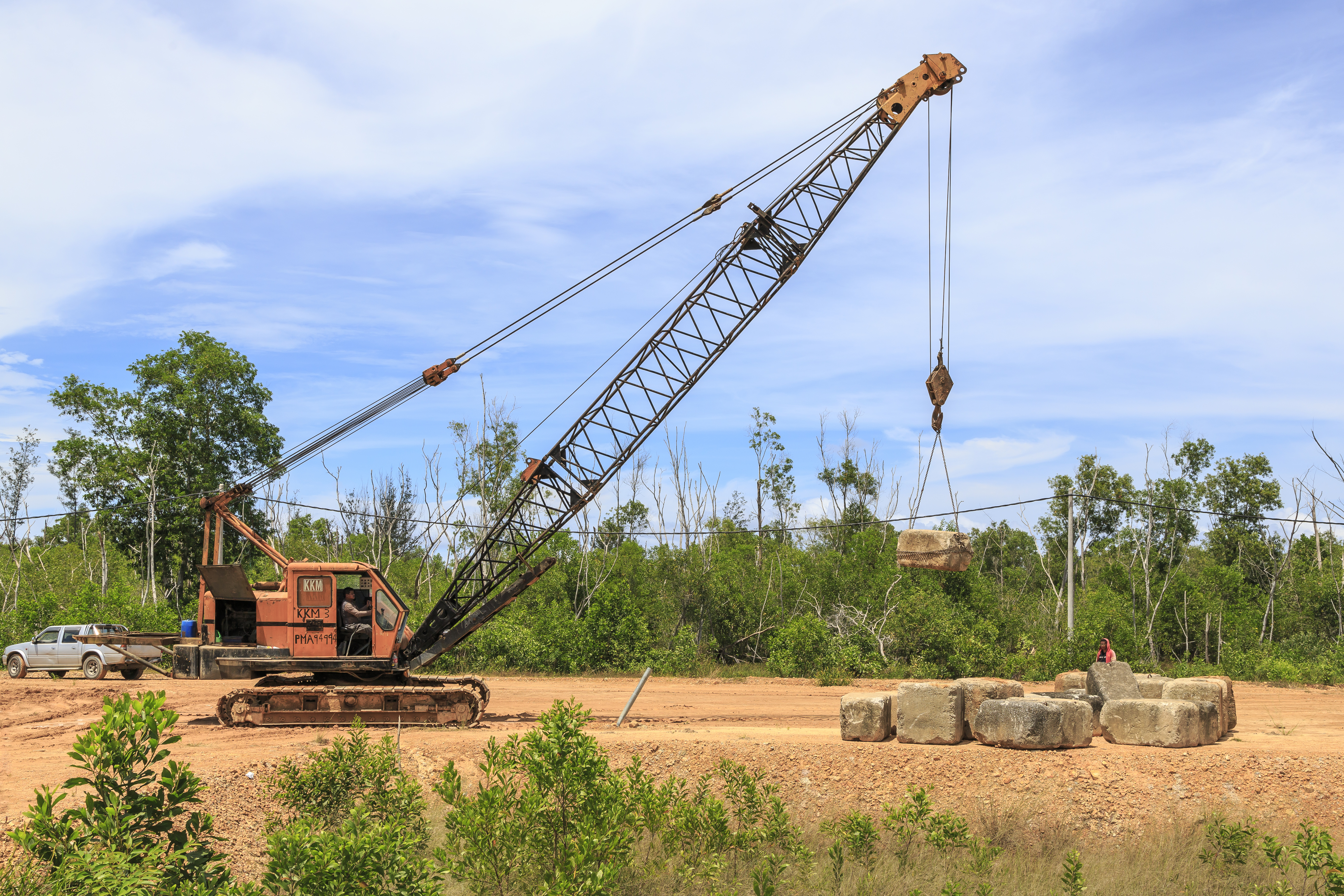
Une grue P&H, une marque de Terex

Terex Corporation est un groupe américain basé à Westport (Connecticut), spécialisé dans la fabrication d’engins de génie civil. Terex est présent dans 80 pays.

## Histoire
Terex est à l’origine une division de General Motors. GM invente le mot « Terex » en 1970 à partir des mots latins terra (terre) et rex (roi).
Dans les années 1970, Terex fabrique le plus long tombereau rigide au monde, le Terex 33-19 Titan, qui affiche une charge utile de 335 t. Ce seul prototype construit reste en service dans une mine jusqu’en 1990.
En 1991, Terex est cotée au New York Stock Exchange (NYSE : TEX). L’entreprise tchèque Tatra, acquise en 2003, est cédée en 2007. 
En 2010, Terex cède ses activités minières en les vendant à Bucyrus International, Inc[réf. nécessaire].
Terex Corporation possède 15 marques différentes, dont Demag Cranes, un fabricant de grues, entièrement intégré en 2012.
En aout 2015, Terex commence un processus de fusion avec son concurrent finlandais Konecranes. En janvier 2016, l'entreprise reçoit une offre non-sollicitée de 3,28 milliards de dollars de la part de son concurrent chinois Zoomlion, remettant en cause la fusion avec Konecranes. En mai 2016, la fusion lancée entre Konecranes et Terex est remplacée par une offre d'acquisition partielle de Konecranes sur une partie des actifs de Terex pour 1,1 milliard de dollars.